# Toyota bZ3X

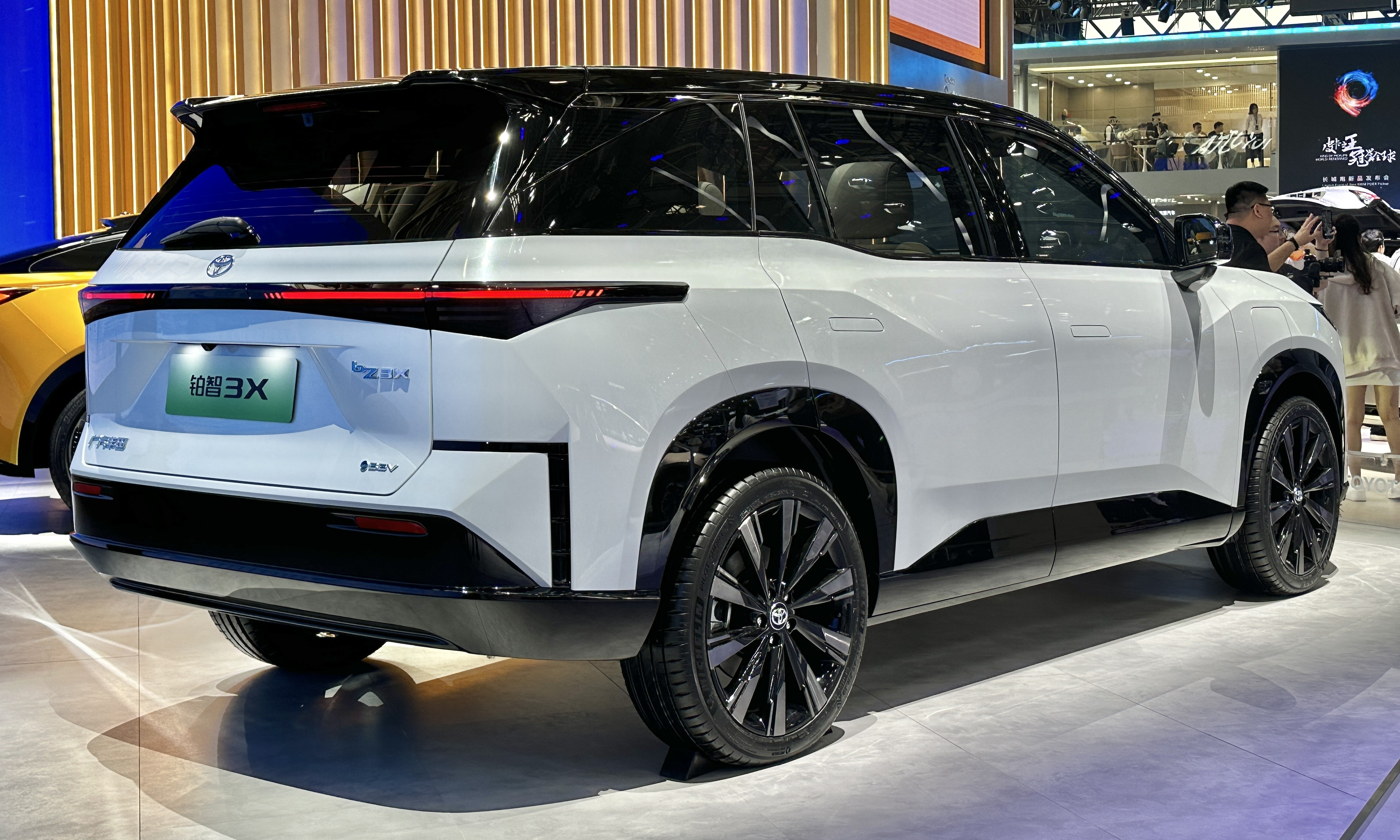
Вид сзади

Toyota bZ3X (кит. 铂智3X; пиньинь Bózhì 3X; лит. 'Platinum 3X') — электромобиль-кроссовер, выпускающийся совместным предприятием GAC Toyota с 2024 года.

## Описание
Toyota bZ3X был представлен в апреле 2023 года в виде концепт-кара bZ FlexSpace Concept. Предсерийная версия была представлена в апреле 2024 года на Пекинском автосалоне наряду с bZ3C. Toyota bZ3X совместно разработан компаниями Toyota, GAC Group и GAC Toyota.
Салон имеет двухтоновое оформление, цифровую комбинацию приборов и горизонтальный дисплей мультимедийной системы. Модель выпущена на платформе e-TNGA.

## Технические характеристики
Toyota bZ3X оснащён электродвигателями мощностью 204—218 л. с. с запасом хода не менее 400 км.